# Schildesche
Schildesche (Aussprache: [ˈʃɪldəʃə]) ist der Name eines Stadtbezirks der kreisfreien Stadt Bielefeld in Nordrhein-Westfalen sowie der Name des größten Ortsteils in diesem Stadtbezirk.

## Geografie
Der Stadtbezirk Schildesche liegt im Ravensberger Hügelland nördlich des Teutoburger Waldes auf einer Höhe von 94 m ü. NN. Der Teutoburger Wald nimmt an der südlichen Grenze des Stadtbezirks eine Höhe bis circa 200 m an. Fließgewässer im Stadtbezirk sind der Johannisbach, der Schloßhofbach und der Sudbrackbach. Der Johannisbach wird am nordöstlichen Rand des Stadtbezirks zum Obersee gestaut.
Im Norden beginnend grenzt der Stadtbezirk Schildesche im Uhrzeigersinn an die Bielefelder Stadtbezirke Jöllenbeck, Heepen, Mitte, Gadderbaum und Dornberg.

## Stadtbezirksgliederung
Nur informell abgegrenzte Ortsteile im Stadtbezirk sind Schildesche, Gellershagen und Sudbrack. Daneben gibt es wie auch im Stadtbezirk Bielefeld-Mitte größere Gebiete, die im allgemeinen Sprachgebrauch keinem bestimmten Ortsteil zugeordnet werden. Die Bevölkerung verteilt sich auf die Ortsteile und Statistischen Bezirke wie folgt:
| Statistischer Bezirk            | Ortsteil     | Einwohner (31.12.2024) |
| ------------------------------- | ------------ | ---------------------- |
| 17 Vorwerk Schildesche          | Schildesche  | 13.278                 |
| 18 Schildesche                  | Schildesche  | 13.278                 |
| 19 Johannesstift                | Schildesche  | 13.278                 |
| 20 Sudbrack                     | Sudbrack     | 8.721                  |
| 21 Untertheesen                 | –            | 5.519                  |
| 22 Bültmannskrug                | –            | 1.896                  |
| 23 Gellershagen                 | Gellershagen | 6.582                  |
| 24 Bültmannshof                 | –            | 4.619                  |
| 25 Universität und Sieben Hügel | –            | 1.822                  |

## Geschichte

### Stift, Dorf und Bauerschaft Schildesche
Im Jahr 939 gründete die adlige und kinderlose Witwe Marswidis mit Einwilligung des Bischofs Dudo von Paderborn ein Frauenstift. Da sich um dieses Stift eine Siedlung bildete, wird dies als Gründung von Schildesche angesehen. König Otto I. und Kaiser Otto II. übernahmen den Schutz des Stifts. 1019 wurde die Reichsabtei von Kaiser Heinrich II. an Bischof Meinwerk von Paderborn übertragen. Vor der Mitte des 13. Jahrhunderts brannte es ab. Im Jahr 1244 übertrug Bischof Bernhard IV. von Paderborn dem Grafen Ludwig von Ravensberg die Verwaltung und Gerichtsbarkeit über das Stift Schildesche um die neu erbaute gotische Stiftskirche. Im weiteren Verlauf des Mittelalters entwickelte sich Schildesche im Amt Sparrenberg der Grafschaft Ravensberg zum Kirchdorf des Kirchspiels Schildesche und zum Hauptort der Vogtei Schildesche. Rund um das Dorf Schildesche bestand außerdem die Bauerschaft Schildesche, die auch Altenschildesche genannt wurde.
Mit dem Beginn der Napoleonischen Zeit wurde Schildesche 1807 Hauptort des Kantons Schildesche  im Distrikt Bielefeld des Königreichs Westphalen. 1810 endete die Existenz des Stifts. Es wurde gemäß den im Reichsdeputationshauptschluss festgesetzten Bestimmungen aufgelöst und sein Grundbesitz versteigert.
1811 kam es zu umfangreichen Änderungen der Verwaltungsgliederung im Raum Schildesche, da das Gebiet nördlich des Johannisbachs vom Königreich Westphalen von Frankreich annektiert wurde. Im nun verkleinerten Distrikt Bielefeld verblieben nur die südlich des Johannisbachs gelegenen Teile von Dorf und Bauerschaft Schildesche. Während der folgenden zwei Jahre gehörte das Schildescher Gebiet nördlich des Johannisbachs zum Kanton Enger des Distrikts Minden im französischen Departement der Oberen Ems.
Nach dem Ende der Franzosenzeit fiel das gesamte Ravensberger Land 1813 wieder an Preußen. Im Rahmen einer großen Verwaltungsreform wurde Preußen in neu eingerichtete Provinzen, Regierungsbezirke und Kreise gegliedert. Dorf und Bauerschaft Schildesche kamen zum 1816 gegründeten Kreis Bielefeld, während die bis 1811 zur Vogtei bzw. zum Kanton Schildesche gehörenden Dörfer Laar, Diebrock und Eickum dem Kreis Herford zugeschlagen wurden.
Durch die mit der zunehmenden Industrialisierung verbundene Ausdehnung der Stadt Bielefeld wuchsen Schildesche und Bielefeld in der zweiten Hälfte des 19. Jahrhunderts zusammen. Zwischen der Bielefelder Innenstadt und dem Dorf Schildesche entstand ein großes Industriegebiet. Gleichzeitig entwickelte sich das zur Bauerschaft Schildesche gehörende Sudbrackgebiet zu einem dicht besiedelten Bielefelder Wohnvorort. In den Jahren 1900 bis 1902 erhielt Schildesche gleich zwei Meterspur-Bahnverbindungen nach Bielefeld. Ende 1900 eröffnete die Bielefelder Straßenbahn eine Linie von Brackwede bis zum Rettungshaus, dem heutigen Johannesstift, die im Mai 1902 über die Beckhausstraße bis in den Schildescher Ortskern verlängert wurde. Seit 1. April 1901 verbanden die Bielefelder Kreisbahnen Schildesche mit Bielefeld, Werther und Enger mit Anschluss an die Herforder Kleinbahn. Auf der Beckhausstraße bestand Parallelverkehr vom Rettungshaus bis zur heutigen Deciusstraße.
Die Einwohnerzahl von Dorf und Bauerschaft entwickelte sich zwischen 1799 und 1925 wie folgt:
| Jahr | Dorf Schildesche | Bauerschaft Schildesche (Altenschildesche) |
| ---- | ---------------- | ------------------------------------------ |
| 1799 | 1601             | 0606                                       |
| 1843 | 2520             | 1075                                       |
| 1864 | 3006             | 1101                                       |
| 1910 | 8601             | 3391                                       |
| 1925 | 9028             | 4788                                       |

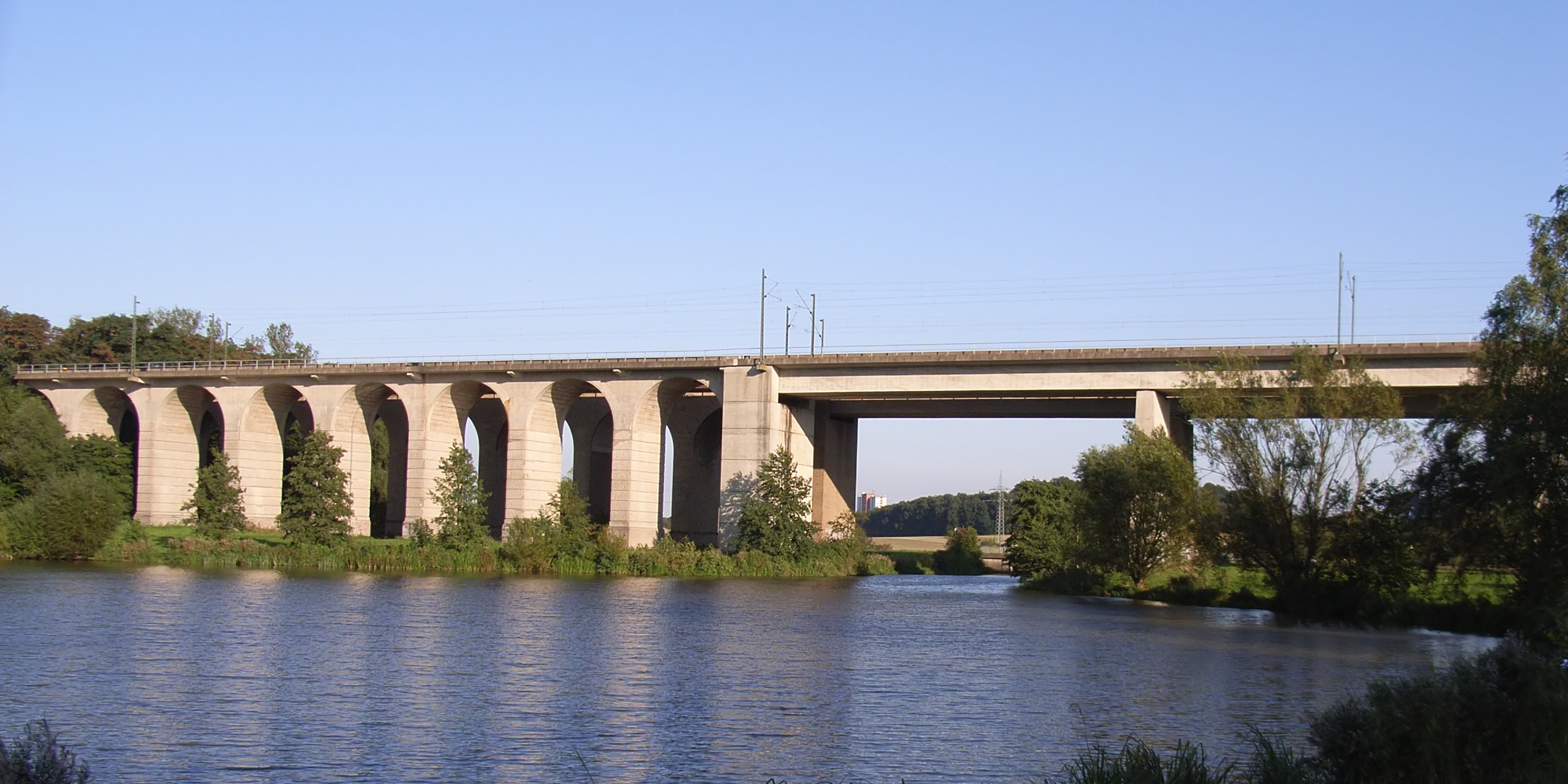
Schildescher Viadukt am Ostufer des Obersees

Am 1. Oktober 1930 kam es zu einer umfangreichen kommunalen Neuordnung. Das Dorf Schildesche wurde bis auf einige Parzellen, die an Vilsendorf fielen, nach Bielefeld eingemeindet. Der größte Teil der Bauerschaft Schildesche wurde ebenfalls nach Bielefeld eingemeindet. Der Rest der Bauerschaft fiel an Vilsendorf und Brake.
Schildesche wurde am 26. November 1944 während des Luftkrieges durch einen Großangriff auf den Schildescher Viadukt schwer getroffen. Der Höhepunkt der Zerstörungen wurde am 14. März 1945 erreicht, als der Viadukt durch die erstmals eingesetzte Grand-Slam-Bombe, der mit 10 Tonnen schwersten Fliegerbombe die jemals in einem Krieg eingesetzt wurde, zerstört wurde. Als Folge der gewaltigen Detonation starben in Schildesche mindestens 50 Einwohner.
Die Bielefelder Kreisbahn wurde zwischen 1954 und 1956 phasenweise eingestellt. Im April 1968 wurde die Straßenbahnlinie 1 auf die ehemalige Kleinbahntrasse vom Johannesstift bis zur heutigen Endhaltestelle Schildesche verlegt.
Alte Schildescher nennen ihren Ortsteil heute noch „Schilske“ oder „Schildske“.

### Stadtbezirk Schildesche
Im Rahmen der kommunalen Neugliederung des Raums Bielefeld und der damit verbundenen Vergrößerung der Stadt Bielefeld wurden 1973 in Bielefeld Stadtbezirke eingerichtet. Dabei wurde aus den westlichen und nördlichen Teilen der alten Stadt Bielefeld der Stadtbezirk Schildesche gebildet.
Der Stadtbezirk Schildesche besitzt kein eigenes Bezirksamt. Die bezirklichen Verwaltungsaufgaben werden von der Stadtverwaltung Bielefeld wahrgenommen. Eine Filiale des Bürgeramts Bielefeld befindet sich im Ortsteil Schildesche am Margaretenweg 29.

## Politik
Seit der Kommunalwahl 2020 setzt sich die Bezirksvertretung Schildesche wie folgt zusammen:
| Sitzverteilung in der Bezirksvertretung Schildesche 2020Insgesamt 17 Sitze - Linke: 2 - SPD: 4 - Grüne: 5 - CDU: 4 - FDP: 1 - AfD: 1 Bezirksvertretungswahl 2020in Prozent %3020100 28,724,923,08,85,22,96,6 GrüneSPDCDULinkeFDPAfDSonst.gGewinne und Verlusteim Vergleich zu 2014 %p 8 6 4 2 0 −2 −4 −6 −8−10+7,8−8,3−3,2± 0,0+2,9−2,0GrüneSPDCDULinkeFDPAfDSonst.Anmerkungen:g darunter u. a. BfB 1,2 % (−6,2 %) |

## Bauwerke

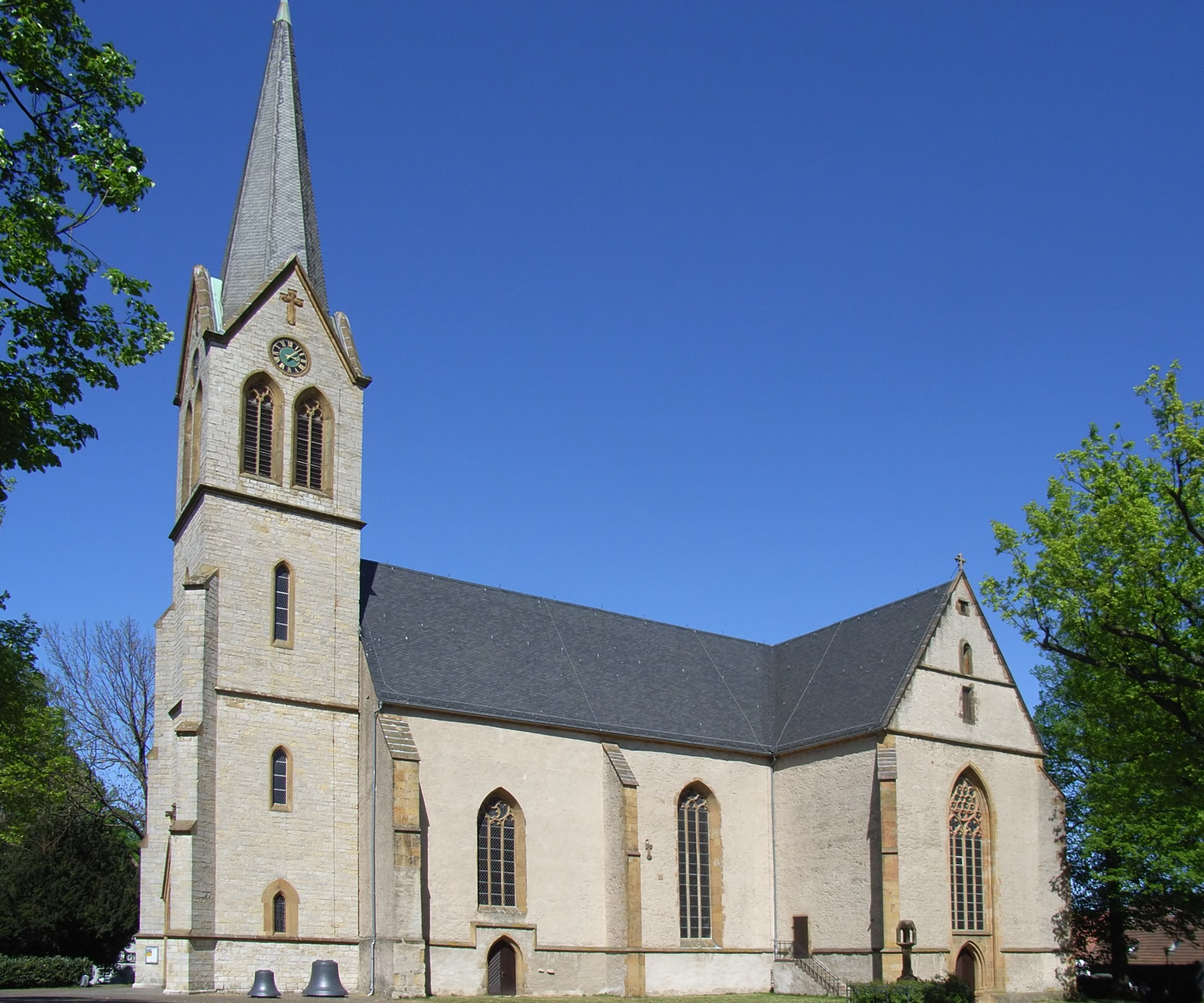
Stiftskirche

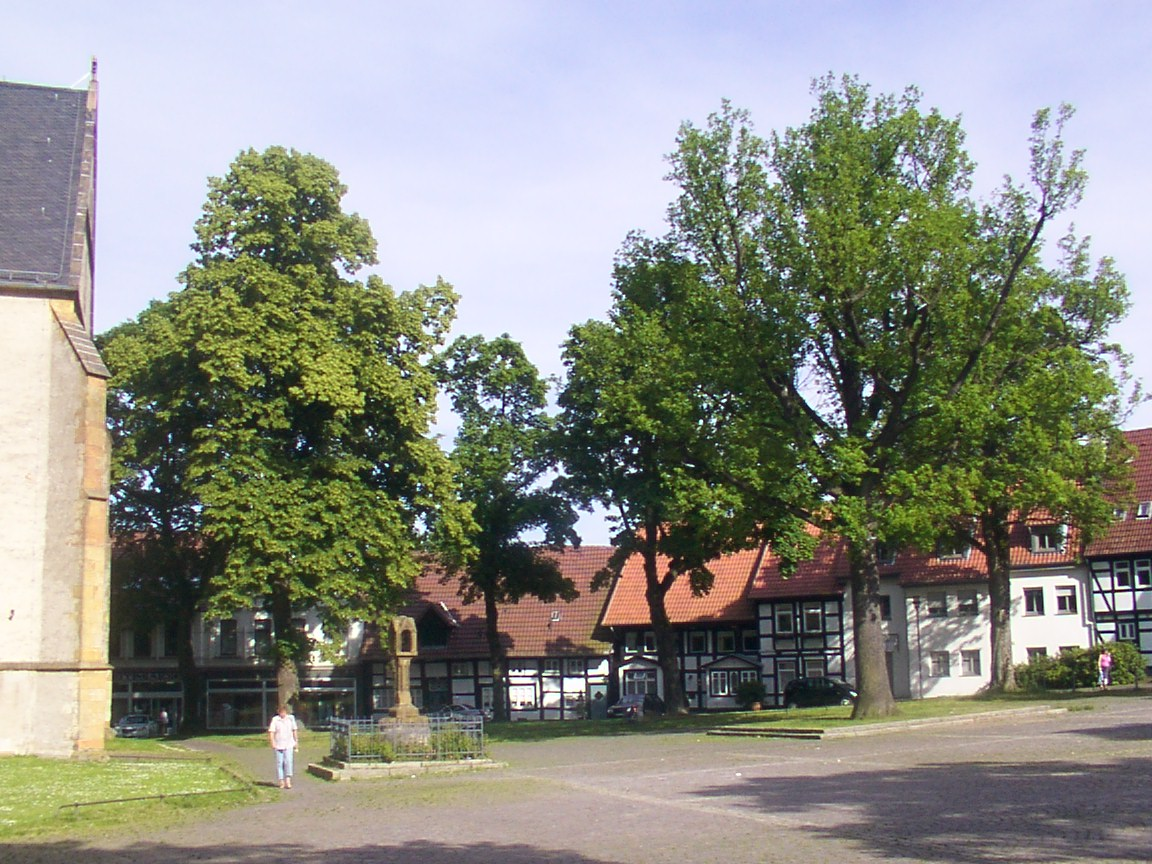
Platz vor der Stiftskirche

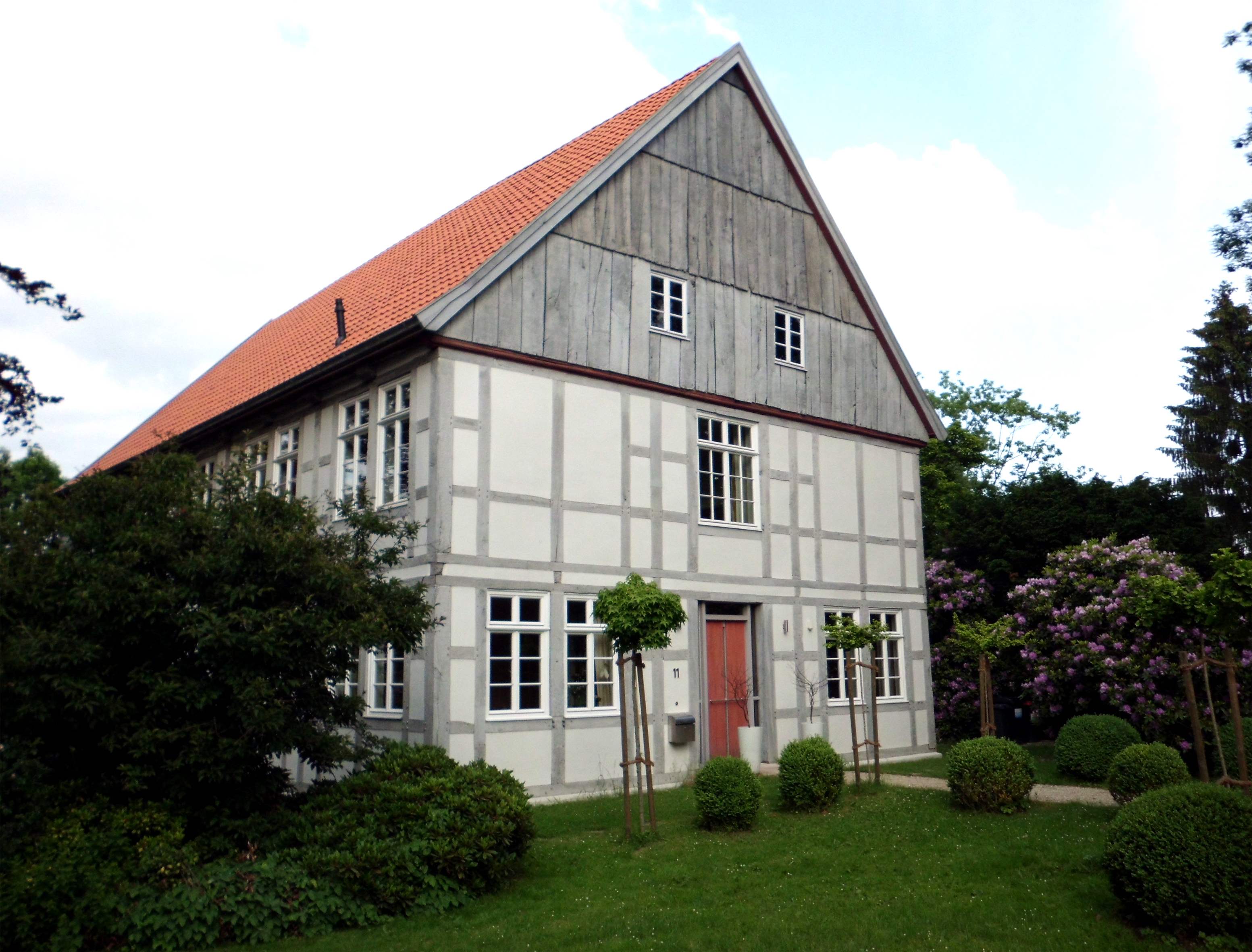
Altes Pfarrhaus von 1771

- Die Evangelische Stiftskirche, ehem. Johannes Baptist, ist die Kirche eines bereits 939 gegründeten Frauenstiftes. Ein erster Kirchenbau wurde 960 geweiht. Das jetzige Kirchengebäude, eine kreuzförmige Saalkirche mit gerade geschlossenem Chor, entstand im 13. Jahrhundert unter Verwendung älterer Bauteile. Zur mittelalterlichen Ausstattung gehören ein großer spätgotischer Schnitzaltar und ein spätgotisches Sakramentshäuschen.

- Die Alte katholische Pfarrkirche (jetzt Neuapostolische Gemeinde) ist eine turmlose Saalkirche, die im Inneren ein Kreuzrippengewölbe in gotisierenden Formen aufweist und deren Bau 1688 begonnen wurde. Die ursprüngliche barocke Ausstattung befindet sich jetzt großenteils in der neuen katholischen Pfarrkirche St. Johannes Baptist (siehe dort).

- Die Katholische Pfarrkirche St. Johannes Baptist wurde 1911/1912 in neugotischen Formen erbaut. Der Erweiterungsbau stammt von 1967. In der Kirche finden sich einige ältere Ausstattungsstücke, darunter ein um 1700 geschaffener Beichtstuhl. Der etwa gleichzeitig entstandene, ursprünglich für die alte katholische Pfarrkirche gefertigte Hochaltar befindet sich seit 1951 als Leihgabe in der Paderborner Kapuzinerkirche. Die St.-Johannes-Baptist-Kirche wird von einer russisch-orthodoxen Gemeinde mitbenutzt, die dort jeden Samstagvormittag Gottesdienste feiert.

- Im Ortskern von Schildesche sind noch mehrere ältere Fachwerkhäuser vorhanden, darunter
  - An der Stiftskirche 5 – Das mit beschnitzten Knaggen und einer schöner klassizistischen Haustür ausgestattete Traufenhaus stammt wohl noch aus der ersten Hälfte des 17. Jahrhunderts. Es ist damit der älteste Fachwerkbau Schildesches.
  - An der Stiftskirche 10. Zweigeschossiger Fachwerkbau, errichtet 1781 durch den Stiftsküster Schwengeler.
  - An der Stiftskirche 12 (Teil der Buchhandlung Welscher). Der speicherartige Bau, dessen Erdgeschoss massiv erneuert wurde, entstand 1708.
  - Huchzermeierstraße 11 – Das zweigeschossige, ehemalige Pfarrhaus wurde 1771 durch den Pfarrer Heidsiek errichtet.
  - Hermann-Schäffer-Straße 8 – Der Dreiständerbau mit altertümlichen Kopfbändern ist am Torbalken 1655 bezeichnet.
  - Im Stift 1 – Dreiständerbau von 1769, dessen Außenwände zum Teil massiv erneuert sind.
  - Im Stift 5 – Dreiständerbau von 1747, Gaststätte „Möpken“.
  - Im Stift 6 – Dreiständerbau von 1636. 2011/12 saniert.
  - Johannisstraße 9 – Dielenhaus von 1708.
  - Johannisstraße 11 – Das als „Erbsenkrug“ bekannte zweigeschossige Traufenhaus stammt von 1711.
  - An der Stiftskirche/Westerfeldstraße – Von den einst zahlreich vorhandenen Kurien hat sich lediglich die so genannte „Äbtissinnenkurie“, ein eingeschossiger verputzter Fachwerkbau aus dem späten 18. Jahrhundert erhalten.
  - Am Kruge 12 – Zweigeschossiger Fachwerkbau aus dem Jahr 1778, der u. a. als Bethaus der Jüdischen Gemeinde genutzt wurde.

- Gut Brodhagen – Im Ortsteil Gellershagen hat sich an der Schloßhofstraße das ehemalige Gutshaus Brodhagen erhalten (genannt „Schloßhof“), ein dreischiffiges Dielenhaus mit massiven Außenmauern und Inschrifttafeln am Tor. Es wurde 1686 durch die Witwe des Kurfürstlichen Rats und Landschreibers Johann Meinders errichtet. Das Gebäude wurde zur NS-Zeit als Arbeitslager für jüdische Mitbürger genutzt.

- Meyer zu Sudbrack. An der Apfelstraße 77 befand sich bis 2012 das einstige Haupthaus des Hofes Meyer zu Sudbrack. Es wurde ursprünglich 1820 auf dem Hof Falkmann zu Ehrdissen (Kirchspiel Schötmar) errichtet und 1868 anstelle des alten, durch Brand vernichteten Haupthauses Sudbrack wiederaufgebaut. Es handelte sich um einen stattlichen Vierständer-Fachwerkbau mit Krüppelwalmdach und reich beschnitztem Torständer. Im November 2012 wurde das Gebäude abgebrochen, nachdem alle Initiativen zu seiner Erhaltung gescheitert waren. Auf dem Gelände wurden in den Jahren 2014 und 2015 Seniorenwohnungen errichtet.

- Johannesstift an der Schildescher Straße – Im Jahre 1852 gegründetes ehemaliges Rettungshaus für materiell und sozial gefährdete Kinder mit historischem Rundgang über das Anstaltsgelände, Sitz des Evangelischen Johanneswerks

- Das größte Gebäude des Stadtbezirks Schildesche ist das Hauptgebäude der Universität Bielefeld.
- Markant ist die im Jahr 2020 errichtete Bielefelder Seeschlange am Kreisverkehr der Straßenkreuzung Schloßhofstraße/Voltmannstraße.

## Verkehr
Die Linie 1 der Bielefelder Stadtbahn fährt bis zur Endhaltestelle Schildesche nahe dem Schildescher Ortskern. Dort bestehen Busverbindungen nach Jöllenbeck (55, 155, 156), Brake (51, 101), Baumheide (27), in Richtung Universität (31) und zur Innenstadt (27). Eine Buslinie verkehrt bis Herford (101). Die Stadtbahnlinie 3 fährt über die Jöllenbecker Straße bis zur Endhaltestelle Babenhausen Süd. Von dort verkehren Buslinien in Richtung Jöllenbeck und Dornberg sowie nach Spenge (56) und Enger (54). Der Ortsteil Gellershagen besitzt mit den Buslinien 25/26 eine direkte Verbindung ins Stadtzentrum von Bielefeld. Der Südwesten des Stadtbezirks wird von der Stadtbahnlinie 4 durchquert, die auch die Universität bedient. Schildesche ist damit neben dem Bezirk Mitte der am besten durch den öffentlichen Personennahverkehr erschlossene Stadtbezirk Bielefelds.

## Persönlichkeiten
- Heinz Josef Algermissen (* 15. Februar 1943), katholischer Pfarrer in Schildesche und Bischof von Fulda
- Hans Bohnenkamp (* 17. April 1893; † 2. Februar 1977), Offizier, Pädagoge, Hochschullehrer und Hochschuldirektor
- Josef Clemens (* 20. Juni 1947), katholischer Vikar in Schildesche, Kurienbischof und Sekretär des Päpstlichen Laienrates
- Angelika Dopheide (* 6. Juli 1946), 1994–1999 erste Bielefelder Oberbürgermeisterin (SPD)
- Fritz Doht (* 25. Januar 1891; † 28. Dezember 1960), Rektor der Stiftsschule Schildesche und Politiker (SPD)
- Albert Florath (* 7. Dezember 1888; † 11. März 1957), Schauspieler (u. a. Die Feuerzangenbowle), erlernte im Amt Schildesche zunächst den Beruf des Amtmanns, bevor er nach München ging, um sich ganz der Schauspielerei zu widmen
- Karl Heidemann (* 29. April 1895; † 22. August 1975), Politiker (NSDAP)
- Herbert Hinnendahl (* 2. Januar 1914; † 1. November 1993), 1963–1975 Bielefelder Oberbürgermeister (SPD). Er hatte maßgeblichen Anteil an der Gründung der Universität Bielefeld.
- Clamor Ludwig Carl Huchzermeier (* 5. April 1809; † 23. Februar 1899), lutherischer Pfarrer in Schildesche und Politiker
- August Krönig (* 20. September 1822; † 5. Juni 1879), Chemiker und Physiker
- Carl von Ledebur (1806–1872), Offizier und Biograf
- Karl Pawlowski (* 9. April 1898; † 22. August 1964), diakonischer Unternehmer, Vorsteher des Johannesstifts und Gründer des Ev. Johanneswerks
- Ernst Salge (* 29. Juli 1882; † 11. November 1949), Kommunalpolitiker, 1921–1925 Bürgermeister von Salzwedel, 1925–1934 Oberbürgermeister von Tilsit
- Hermann von Schildesche (* 8. September um 1290; † 8. Juli 1357), Theologe, Rechtsgelehrter und Augustinermagister
- Karl Siebold (* 18. November 1854; † 16. Juli 1937), Architekt, Leiter der Bauabteilung der Bodelschwingh’schen Stiftungen in Gadderbaum
- Viktoria Steinbiß, geborene Klarhorst (* 19. August 1892; † 11. Februar 1971), Ärztin, Bauunternehmerin und Politikerin (CDU)
- Johannes Warns (* 21. Januar 1874; † 27. Januar 1937), Theologe und Leiter der Bibelschule Wiedenest
- Martin Sauer (* 1948), seit 2018 Bezirksbürgermeister in Bielefeld-Schildesche (Bündnis 90/Die Grünen)